# Peter Schmidt Mikkelsen
 Der er for få eller ingen kildehenvisninger i denne artikel, hvilket er et problem. Du kan hjælpe ved at angive troværdige kilder til de påstande, som fremføres i artiklen.

Peter Schmidt Mikkelsen (født 22. april 1954 i Herborg i Vestjylland) er en dansk forfatter og tidligere medlem af Slædepatruljen Sirius (1977-1979). Har siden 1980'erne ledet og gennemført adskillige ekspeditioner i Grønlands Nationalpark. I 1991 var han medstifter af Nordøstgrønlandsk Kompagni 'Nanok' og siden 1999 direktør for Nanok. Han er desuden stifter og indehaver af bogforlaget Xsirius Books. 
Efter 25 år i dansk erhvervsliv valgte Peter Schmidt Mikkelsen i 2009 at koncentrere sig om det arktiske på fuld tid. Han har siden været tilknyttet en række arktiske forskningscentre og initiativer, bl.a. Arctic Research Centre (ARC), Grønlands Naturinstitut, Arctic Science Partnership, Isaaffik Arctic Gateway samt Greenland Integrated Observing System (GIOS). I årene 2009-2014 var han som souschef med til at opbygge Grønlands Klimaforskningscenter under hvilken periode, han var bosat i Nuuk.
Mikkelsen blev i 2021 valgt som den første ikke-britiske formand for The Arctic Club.

## Eksterne kilder og henvisninger
- Peter Schmidt Mikkelsens hjemmeside